# Domenico Straface
Pietro Domenico Strafaci, bekannt als Palma (* 17. März 1829 in Caloveto; † 12. Juli 1869 nahe Timpone di Curcio), war ein italienischer Brigant.

## Leben
Domenico, der Sohn von Maria Straface und eines unbekannten Vaters, war einer der zahlreichen armen Arbeiter aus dem Kalabrien des 19. Jahrhunderts. Sein Leben nahm eine unerwartete Wendung, als er 1847, als er erst 16 Jahre alt war, in einen physischen Angriff gegen einen Herrn aus Rossano verwickelt war, gegen den der junge Domenico Straface rebelliert hatte. Um der Verhaftung zu entgehen, flüchtete er in die Wälder von Sila und schloss sich der Faccione-Bande an, mit der er einige Zeit später in Cosenza bemerkt wurde. In dieser Zeit erhielt er wahrscheinlich den Spitznamen „Palma“. Einige Jahre später gründete er seine eigene Bande, bestehend aus zwölf vertrauenswürdigen Begleitern, die er persönlich auswählte.
„Sein“ Territorium erstreckte sich von Sila bis zur ionischen Küste, mit ein paar Streifzügen in die nahe gelegene Basilikata.
Maria R. Calderoni berichtete in der Zeitung Liberazione vom 30. Juli 2002, dass Palma als Gentleman-Räuber angesehen wurde, ein Bauernheld, der von den Reichen stahl, um es den Armen zu geben, geliebt von der Bevölkerung, die ihn beschützte und segnete und sogar so weit ging, um Messen feiern zu lassen, um göttlichen Schutz auf ihn zu berufen. Es war jedoch Vincenzo Padula, der auf den Seiten seiner Zeitung Il Bruzio, die zwischen 1864 und 1865 in Cosenza gedruckt wurde, die Heldentaten des Räubers erzählte.

## Die Räuberaktivitäten
Der „heilige Krieg“ von Palma war ein Bauernkampf gegen bereicherte Adlige und Bourgeois. Es war Padula selbst, der dies auf den Seiten seiner Zeitung bestätigte, als er im August 1864 von der Tötung von 458 Rindern in der Gemeinde Campana durch die Banden von Palma und Capalbo zum Nachteil zweier wohlhabender lokaler Eigentümer sprach.
Calderoni berichtete auch, dass Palma 1860, wahrscheinlich um sein Leben wieder in bürgerliche Bahnen zu lenken, versuchte, sich den neuen piemontesischen Herrschern als Informanten anzubieten, aber sein Antrag wurde abgelehnt und der Räuber kehrte in die Macchia zurück.
Am 26. März 1865 gelang es Palma und seinen Gefährten, umgeben von Truppen in Sila, mit der Komplizenschaft eines Kuhhirten, unter 440 savoyischen Soldaten unbemerkt zu bleiben. Während einer weiteren Verfolgungsjagd im Wald gelang es dem Räuber, vier Verfolger zu töten. Er entkam erneut der Gefangennahme, als der Räuber Giuseppe Scrivano, der heimlich mit den Piemontesern zusammenarbeitete, die Palma-Bande infiltrieren konnte, aber versehentlich von den Carabinieri getötet wurde.
1868 wurde Oberst Bernardino Mìlon nach Kalabrien geschickt, um die letzten Banden in der Region zu vernichten. Um die Regierung „herauszufordern“, entführte Palma den jungen Baron Alessandro De Rosis aus Corigliano Calabro. Der Junge blieb mehr als einen Monat in den Händen der Räuber, dann wurde er freigelassen, nachdem ein Lösegeld von etwa 60.000 Dukaten gezahlt worden war.

## Das Ende
Am 12. Juli 1869 wurde Palma im Macchia-Sacra-Wald von einer Gruppe von Carabinieri überrascht, die auf seiner Spur waren und von Pietro Librandi geführt wurden. Er war ein Wächter von Baron Guzzolino und wurde von den zehntausend Lire Kopfgeld angezogen. Palma floh, aber Librandi schoss auf ihn und schaffte es, ihn zu verwunden, obwohl der Räuber zunächst in einem Graben Schutz fand. Im Morgengrauen erledigte ihn ein Carabiniere. Wie zu dieser Zeit in den kalabrischen Bergen üblich, wurde Palma vom Friseur von Macchia Sacra enthauptet und sein Kopf an Oberst Mìlon übergeben.